# Petsjora (rivier)

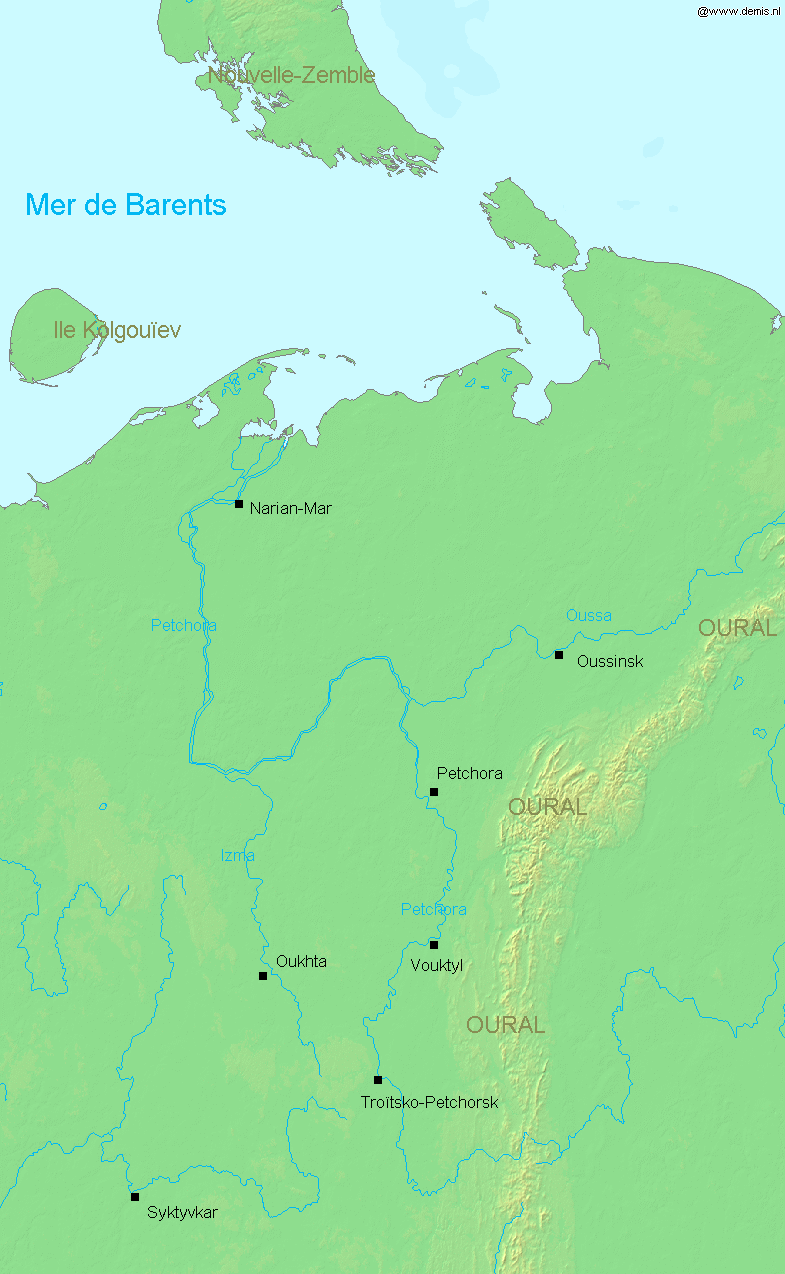
Kaart van de Petsjora

De Petsjora (Russisch: Печо́ра; Komi: Печӧра; Nenets: Санэроˮ яха) is een rivier in het noordoosten van Europees Rusland met een lengte van 1800 km.
De rivier ontspringt in het Oeralgebergte op 1100 meter hoogte in de autonome republiek Komi. Ze loopt achtereenvolgens langs Jaksja, Troitsko-Petsjorsk, Oest-Sjitsjoegor, de stad Petsjora, Oest-Oesa (samenloop met de Oesa), Brykalansk en Oest-Tsilma. Dan bereikt ze het autonoom district Nenetsië, om vanaf Narjan-Mar een delta te vormen die uitmondt in de Petsjorabaai tussen de Barentszzee- en de Karazee.
Het gebied waar de Petsjora doorheen loopt, ligt rond de noordpoolcirkel en bestaat voornamelijk uit toendra en taiga. De monding is een broedparadijs voor watervogels. Het stroomgebied beslaat 325.000 km². Over de rivier ligt slechts één brug, bij de stad Petsjora. De belangrijkste zijrivieren zijn de Izjma en de Oesa.
- Gemeinsame Normdatei: 4235794-9
- Nationale Bibliotheek van Tsjechië: ge651661
- Nationale Bibliotheek van Israël: 987007531438905171
- Virtual International Authority File: 315158288